# Wiktory 2004
Nagrody Wiktorów za rok 2004
Rozdanie nagród 20. edycji konkursu odbyło się 25 kwietnia 2005 roku w Warszawie w Teatrze Narodowym. 
Uroczystą galę, transmitowaną na żywo przez program 1 Telewizji Polskiej prowadzili Monika Richardson i Maciej Orłoś. Wystąpili m.in.: Waldemar Malicki, Ewelina Flinta, Anna Maria Jopek i Grzegorz Turnau, którym akompaniowała Orkiestra Symfoniczna Filharmonii Białostockiej pod batutą Marcina Nałęcz–Niesiołowskiego.
Triumf święcił dziennikarz Kamil Durczok, który otrzymał 2 statuetki Wiktora.

## Lista laureatów
- Najpopularniejszy polityk – Danuta Hübner
- Najwyżej ceniony dziennikarz, komentator, publicysta – Kamil Durczok
- Najpopularniejszy aktor telewizji – Jerzy Radziwiłowicz
- Piosenkarz lub artysta estrady – Leszek Możdżer
- Najlepszy prezenter lub spiker telewizyjny – Justyna Pochanke
- Twórca programu telewizyjnego lub artystycznego – Tomasz Lis za Co z tą Polską?
- Osobowość telewizyjna – Piotr Bałtroczyk
- Największe odkrycie telewizyjne – Szymon Majewski
- Najpopularniejszy sportowiec – Otylia Jędrzejczak
- Wiktor publiczności – Kamil Durczok
- Superwiktory – Anna Dymna, Krystyna Feldman, Jacek Fedorowicz
- Specjalny Super Wiktor – Zygmunt Solorz-Żak